# 吳湘皋
吳湘皋，会昌县人，清朝政治人物。
雍正八年，接替鄭士奇。擔任江蘇宜興縣知縣署任。后由馮瀚接任。他還於1730年前后擔任江宁縣知县，他和吴敬梓有過一段交往史。